# Chovy
Jeong Ji-hoon (en coréen 정지훈), connu sous le pseudonyme de Chovy, est un joueur professionnel sud-coréen de League of Legends né le 3 mars 2001. Il est actuellement midlaner pour l'équipe Gen.G.

## Carrière

### 2017
La carrière professionnelle de Jeong Ji-Hoon démarre en Novembre 2017 à l'occasion de la LoL KeSPA Cup 2017, tournoi annuel organisé par la Korean e-Sports Association. Il participe au sein de l'équipe Gwangju sous le pseudonyme "ji hun". L'équipe est vaincu dès son premier match en barrage élimatoire (1-2).

### 2019
Lors de la saison 2019, le joueur de League of Legends Jeong « Chovy » Ji-hoon impressionne avec des statistiques record après dix rencontres de 44 éliminations et 60 participations à des éliminations pour une seule mort personnelle. En novembre 2019, après un scandale se concluant sur des sanctions envers Griffin et son entraîneur, l’équipe offre l'option à Chovy d'être agent libre, ce qu'il accepte.

### 2020
Chovy rejoint l’effectif de l’équipe sud-coréenne DragonX où il rejoint son ancien coéquipier Choi « Doran » Hyeon-joon. Lors du segment estival de LCK, Chovy retrouve Heo « ShowMaker » Su de DWG KIA en finale, une opposition attendue entre les deux joueurs considérés comme les successeurs à Lee « Faker » Sang-hyeok (Défaite 0-3).
En août 2022, le joueur de la voie du milieu remporte pour la première fois un segment de la ligue coréenne (LCK) en dominant ses rivaux de T1 en finale sur le score de trois parties à zéro. Un mois plus tard, avant de se rendre aux États-Unis pour disputer le championnat du monde de League of Legends, le populaire joueur sud-coréen fait part de ses inquiétudes de se faire tirer dessus à l’arme à feu en Amérique. Il est, avec son équipe, favori pour remporter le titre de champion du monde. Après avoir passé la phase de groupe, Gen.G remporte son quart de finale contre DWG KIA (3-2). Ils sont éliminés en demi-finale par DRX (1-3), les futurs champions de cette édition.